# Katarzyna Felusiak
Katarzyna Felusiak (ur. 12 grudnia 1973 w Gdańsku) – polska zawodniczka uprawiająca szermierkę, instruktor szermierki, olimpijka z Barcelony 1992 i Atlanty 1996.

## Kariera sportowa
Florecistka. Zawodniczka AZS-AWFiS Gdańsk. Jako juniorka wywalczyła w 1992 roku brązowy medal mistrzostw świata juniorów.
Indywidualna mistrzyni Polski w 1997 roku oraz brązowa medalistka w latach 1993-1994. Dwukrotna drużynowa mistrzyni Polski (z AZS-AWFiS Gdańsk) w latach 1993, 1995.
Uczestniczka mistrzostw świata w turnieju drużynowym florecistek w Essen (1993) - 7. miejsce i w Atenach (1994) – 5. miejsce.
Na igrzyskach w Barcelonie wystartowała w turnieju drużynowym (partnerkami były: Monika Maciejewska, Anna Sobczak, Barbara Szewczyk, Agnieszka Szuchnicka). Polska drużyna zajęła 8. miejsce.
Na igrzyskach w Atlancie wystartowała w turnieju indywidualnym odpadając w 1/16 finału (sklasyfikowana na 28. miejscu) oraz w turnieju drużynowym (partnerkami były: Anna Rybicka, Barbara Szewczyk), w którym Polska drużyna zajęła 8. miejsce.
Po zakończeniu kariery sportowej podjęła pracę instruktora szermierki.